# Edmond Gennings
Pour les articles homonymes, voir Saint Edmond.
Edmund Gennings, francisé en Edmond Gennings, né en 1567 à Lichfield dans le Staffordshire et mort le 10 décembre 1591 Gray's Inn Fields dans la banlieue de Londres est un prêtre catholique anglais arrêté et exécuté sous le règne d'Elizabeth Ier.

## Biographie

### Le prêtre martyr
Page au service d'un gentleman anglais Richard Sherwood qui ne cache pas malgré les dangers sa foi catholique, lui aussi se convertit. Attiré par la vocation de prêtre il finit par se rendre clandestinement sur le continent et s'inscrit au collège anglais de l'université de Reims. Il est ordonné prêtre en 1590 à Soissons. De retour en Angleterre dès l'année suivante, disposé à convertir en grand nombre, il commença par se rendre auprès des siens, mais il découvrit que tous ses parents étaient morts excepté son frère John partit à Londres. Ce n'est seulement qu'au bout d'un mois qu'il le retrouve mais pour rencontrer un refus catégorique, une gêne embarrassée et une mise à distance.  
Peu après, le voilà arrêté à Londres, le 7 novembre 1591, par Richard Topcliffe, membre du Parlement et pourchasseur intraitable des catholiques. Tandis qu'il célébrait la messe, furent pris avec lui les prêtres Polydore Plasten et Eustache White, ainsi que les laïcs Brian Lacey, Sydney Hodgson, John Mason et Swithin Wells.
Condamné à mort pour trahison, il subit le martyre à Londres, aux Gray's Inn Fields, où il fut pendu et écartelé.  

### Le frère repenti
D'abord insensible au destin de son frère Edmond, John Gennings (en) connut remords, révélation et conversion. Admis au collège de Douai, il fut ordonné prêtre en 1607, et l'année suivante envoyé en mission en Angleterre. Là, il s'employa à restaurer la province anglaise des Franciscains, prit l'habit, et devint même vicaire général à partir de 1618. Durant un temps, il se retira dans un couvent de l'ordre à Ypres dans le comté de Flandre où il côtoya Christopher Davenport. Il écrivit la vie de son frère Edmond qui fut publiée en 1614 à Saint-Omer.

## Canonisation
L'Église catholique romaine l'a canonisé en 1970 et le célèbre personnellement le 10 décembre, ou le 25 octobre avec les Quarante martyrs d'Angleterre et de Galles. Exécutés le même jour, Polydore Plasden, Brian Lacey et Eustathe White, Sydney Hodgson, Swithun Wells et John Mason sont béatifiés par Pie XI en 1929. Ensemble ils sont appelés les martyrs de Londres.